# Mathias Jørgensen
Mathias Jattah-Njie Jørgensen, född 23 april 1990, även känd som Zanka, är en dansk fotbollsspelare som spelar som försvarare för Brentford.
Han fick sitt smeknamn från filmen Cool Runnings, där en av huvudkaraktärerna heter Zanka.

## Klubbkarriär
Den 7 juli 2017 värvades Jørgensen av Huddersfield Town, där han skrev på ett treårskontrakt.
Den 10 augusti 2019 värvades Jørgensen av turkiska Fenerbahçe. Den 31 januari 2020 lånades han ut till tyska Fortuna Düsseldorf på ett låneavtal över resten av säsongen 2019/2020. Den 5 oktober 2020 återvände Jørgensen till FC Köpenhamn på ett låneavtal över säsongen 2020/2021.
Den 9 september 2021 gick Jørgensen på fri transfer till den engelska klubben Brentford, där han skrev på ett ettårskontrakt. Den 18 augusti 2022 skrev Jørgensen på ett nytt ettårskontrakt i Brentford med option på ytterligare ett år. I maj 2023 förlängde han sitt kontrakt med två år.

## Meriter

### Klubblag
- Superligaen: 2008–09, 2009–10, 2010-11, 2015-16 & 2016-17
- Danska cupen: 2008–09, 2011–12, 2014–15, 2015–16 & 2016–17

### Individuella
- Årets talang – Enligt spelarna själva: 2008[9]
- Arla Årets talang: 2008[10]
- Arla Årets U19-landslagstalang: 2008[11]